# Венаре-Ле-Лом (кантон)
Венаре-Ле-Лом (фр. Venarey-les-Laumes) — кантон во Франции, находится в регионе Бургундия. Департамент кантона — Кот-д’Ор. Входит в состав округа Монбар. Население кантона на 2006 год составляло 7777 человек.
Код INSEE кантона — 2136. Всего в кантон Венаре-Ле-Лом входят 24 коммуны, из них главной коммуной является Венаре-Ле-Лом.

## Коммуны кантона
- Ализ-Сент-Рен — население 695 чел.
- Блессе — население 24 чел.
- Бу-су-Сальмез — население 143 чел.
- Бюсси-ле-Гран — население 273 чел.
- Шарансе — население 30 чел.
- Корпуайе-ла-Шапель — население 22 чел.
- Дарсе — население 320 чел.
- Флавиньи-сюр-Озрен — население 329 чел.
- Фролуа — население 179 чел.
- Жиссе-су-Флавиньи — население 102 чел.
- Грезиньи-Сент-Рен — население 138 чел.
- Гриньон (Кот-д’Ор) — население 222 чел.
- Отрош — население 77 чел.
- Жайи-ле-Мулен — население 94 чел.
- Ла-Рош-Ванно — население 135 чел.
- Мариньи-ле-Кауэ — население 267 чел.
- Менетрё-ле-Питуа — население 423 чел.
- Мюсси-ла-Фос — население 82 чел.
- Пуйне — население 546 чел.
- Сен-Жермен-Сурс-Сен — население 28 чел.
- Сальмез — население 144 чел.
- Тениссе — население 118 чел.
- Венаре-Ле-Лом — население 3068 чел.
- Верре-су-Сальмез — население 318 чел.